# 라이스바오
라이스바오(중국어 정체자: 賴士葆, 병음: Lài Shìbâo, 1951년 6월 20일 ~ )는 타이완의 정치인이다. 1999년 타이베이시 제2선거구 겸 2008년 타이베이시 제8선거구의 입법위원으로 당선된다.